# Strašice
Strašice (německy Straschitz) jsou velká vesnice a obec ve východní části okresu Rokycany v Plzeňském kraji. Leží asi dvanáct kilometrů východně od Rokycan. Žije v nich přibližně 2 800 obyvatel.

## Historie
První písemná zmínka o vesnici pochází z roku 1349, kdy patřily synům Petra I. z Rožmberka jako „castrum et oppidum“ – hrad a město. V polovině 14. století nastávají v Čechách boje mezi šlechtou. V roce 1352 vojensky zasáhl Karel IV. a Strašice i hrad byly vypáleny, což vedlo k výraznému poklesu významu. Během husitských válek byly Strašice v roce 1424 obléhány. Sídlem správy se stal Zbiroh, opuštěný strašický hrad tím ztrácí své opodstatnění a chátrá. V 15.–16. století přecházely Strašice mezi Rožmberky, Rožmitály, Šternberky a nakonec Lobkovici. Majetek Lobkoviců byl ale v r. 1594 zabaven královskou komorou. V 17. století se začalo rozvíjet hutnictví především pro výrobu munice pro valdštejnská a císařská vojska. Roku 1604 byla ve Strašicích postavena jedna z prvních vysokých pecí na našem území. Rozvoj nastává v hutnickém oboru v 18. století. V roce 1868 Dr. Strousberg rozšířil rozvoj, ale po jeho pádu nastal úpadek. Rozšířilo se domácí cvočkařství, které poskytlo obyvatelstvu obživu. Později Max Hopfengärtner obnovil železářství, vysoká pec fungovala do roku 1892, kdy byla její činnost ukončena a zároveň byla zastavena těžba železné rudy. Místní dělníci, kteří ztratili práci v hutnictví, byli zaměstnáni jako obsluha strojních pil, v lesnictví a v zemědělství. V červnu roku 1922 byla podepsána smlouva s komárovskými železárnami o zavedení elektřiny do Strašic. Obě světové války přečkaly Strašice pro svou polohu bez vážnějších poškození a ztrát na životech.

## Obecní správa

### Území
K obci patří jen vesnice a její blízké okolí, hranice nezasahuje příliš hluboko do neosídlených území. Vesnice má čtyři části: Ves, Dvůr (Dvory), Kout a Huť. Kostel svatého Vavřince se nachází na návrší mezi Dvory (Dvorem) a Vsí.
Dvory (Dvůr) leží na severovýchodě obce, při silnici II/117. V centru Dvorů je Dvorecký rybník, jižně od Dvorů se nachází zemědělský areál a nezalesněná vrcholová kóta Na Vrších (543 m n. m.). V okolí hlavní křižovatky, odkud ze silnice II/117 odbočuje místní komunikace do jižních částí vesnice, se nacházejí Kout na severu a Ves na jihu. U západního okraje Vsi je čistírna odpadních vod, nedaleko jižně od hlavní křižovatky je obecní úřad, v jihovýchodní části rozsáhlý vojenský areál se sídlištěm i hřištěm a v jihozápadní části průmyslový areál. Podél říčky Klabavy jižně od Vsi se rozkládá Huť, u níž je v jihovýchodní části čistička odpadních vod z vojenského areálu, kolem severozápadní části je náhon, pila, bývalé mlýny a podobné objekty.
V souvislosti se zánikem vojenského újezdu Brdy bylo k 1. lednu 2016 k obci připojeno katastrální území Strašice v Brdech, které vzniklo k 10. únoru 2014. Toto území má rozlohu 26,902 km² (její původně jediné a stejnojmenné katastrální území zaujímá rozlohu jen 7,94 km²) a jsou zde evidovány dvě budovy s adresami, jeden neobydlený byt a 0 obyvatel.
Strašice sousedí s Medovým Újezdem na severozápadě, s Cheznovicemi a Těněmi na severovýchodě. Z jihu je ves obklopena vojenským újezdem Brdy.
V letech 1961–1969 k obci patřila Těně.

### Obecní symboly
Oficiální status městečka byl v r. 1873 přiznán, ale ztracen po druhé světové válce. Znak a vlajka byly obci uděleny rozhodnutím předsedy Poslanecké sněmovny Parlamentu České republiky dne 2. září 1994.

## Pamětihodnosti

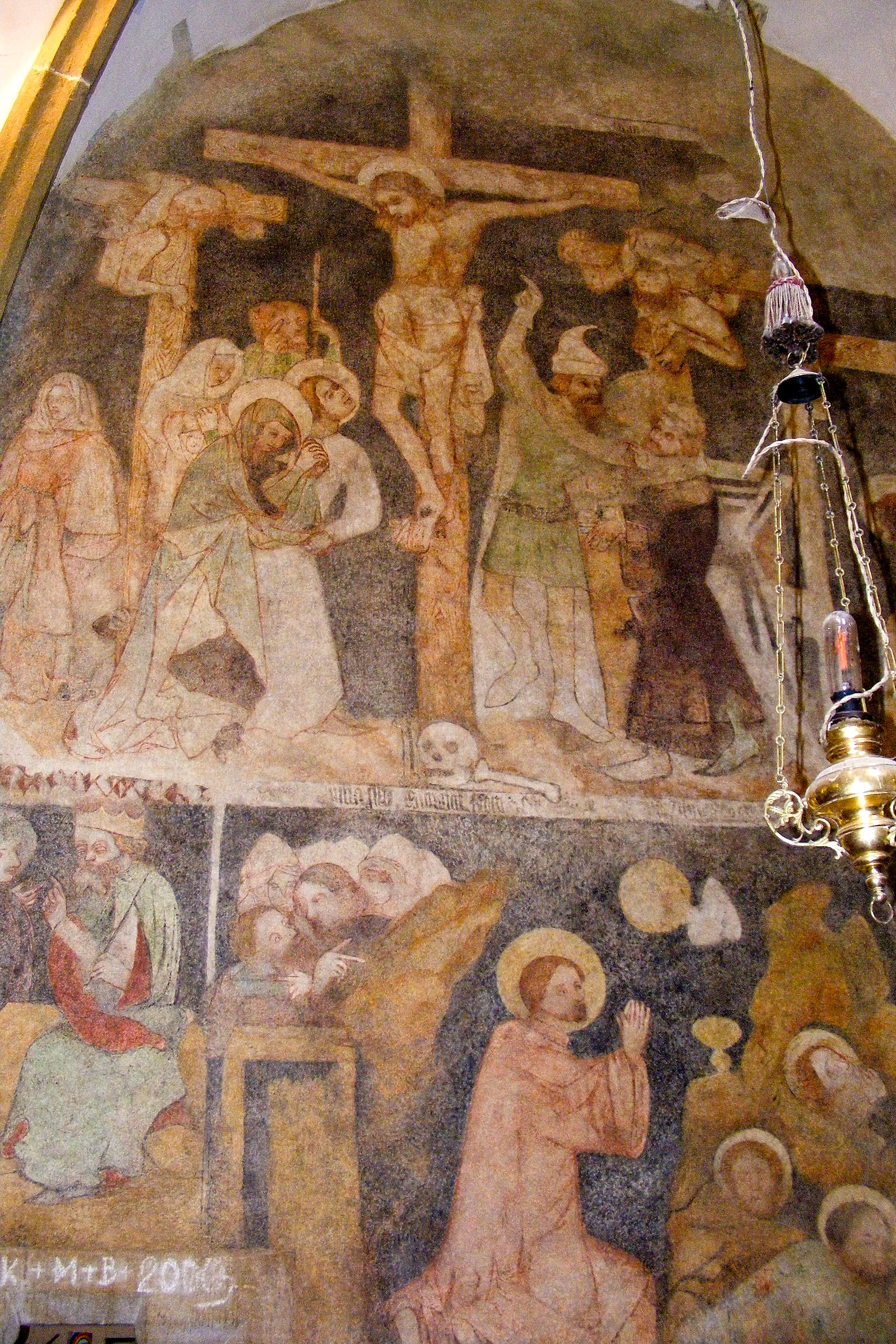
Pašijový cyklus na severní stěně presbytáře kostela sv. Vavřince

- Gotický kostel svatého Vavřince pocházející z doby, kdy panství získal Petr I. z Rožmberka, stojí na návrší nad částí vsi zvanou Strašičky. Na stěnách kněžiště se zachovala nástěnná malba z doby před rokem 1400 s pašijovými náměty z Kristova života. V roce 2011 byly objeveny další gotické malby v lodi kostela. Jedna z nich byla odkryta a zrestaurována. Zobrazuje Pannu Marii se sv. Vavřincem, sv. Petrem a další postavy hledající ochranu v Mariině plášti. Kostel byl stavebně upraven ve druhé polovině 16. století a později barokně ve druhé polovině 18. století. Na stropě je malba zobrazující patrona kostela se Svatou Trojici, českými světci a samotný kostel ze čtyřicátých let 20. stol. V roce 2008 dokončena rekonstrukce fasády za významného finančního přispění obce, obecní sbírky a farníků. Od roku 1964 je kostel zapsán do seznamu kulturních památek.[12]
- Na východním okraji obce stojí budova fary postavená na místě zbytků středověkého strašického hradu ze 14. století, rovněž od roku 1964 zapsaná do seznamu kulturních památek.Letecký pohled na kostel sv. Vavřince a bývalou školu od jihovýchodu

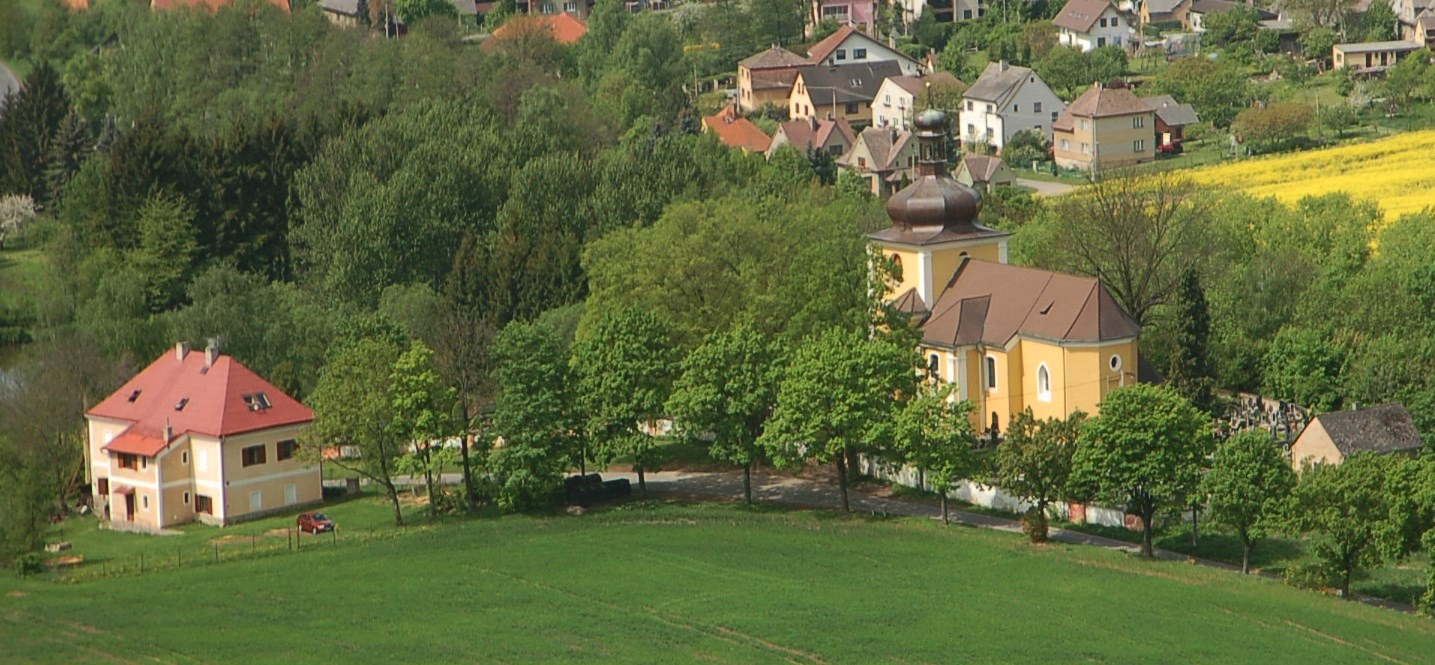
Letecký pohled na kostel sv. Vavřince a bývalou školu od jihovýchodu

- Sochy sv. Antonína Paduánského a sv. Jana Nepomuckého na cestě mezi Vsí a Hutí.
- Několik roubených chalup v dolní části vsi (čp. 14, 15, 31, 130, 140, 149, 154, 159, ev.č. 36).
- Farská lípa u čp. 1.
- Významný byl železárenský průmysl, od 17. století zde bylo několik vysokých pecí a vodních hamrů.
- Lovecký zámeček Tři Trubky, ležící asi tři kilometry jihovýchodně od Strašic.

## Obyvatelstvo
| Rok            | 1869  | 1880  | 1890  | 1900  | 1910  | 1921  | 1930  | 1950  | 1961  | 1970  | 1980  | 1991  | 2001  | 2011  | 2021  |
| -------------- | ----- | ----- | ----- | ----- | ----- | ----- | ----- | ----- | ----- | ----- | ----- | ----- | ----- | ----- | ----- |
| Počet obyvatel | 3 921 | 3 655 | 3 575 | 3 175 | 3 048 | 2 734 | 2 593 | 2 620 | 2 189 | 2 362 | 2 309 | 2 208 | 2 466 | 2 505 | 2 440 |
| Počet domů     | 380   | 405   | 437   | 437   | 447   | 448   | 506   | 426   | 439   | 448   | 430   | 546   | 560   | 612   | 646   |

## Významní rodáci a obyvatelé
- Antonín Klír (1864–1939), konstruktér a rektor ČVUT v Praze
- František Picka (1873–1918), český hudební skladatel, sbormistr a dirigent působící např. v Národním divadle
- Alois Hatina (1886–1950), československý politik a poslanec Národního shromáždění
- Antonín Modr (1898–1983), hudební skladatel, teoretik a pedagog, pohřben na místním hřbitově
- Karel Vokáč (* 28. října 1903), v obci působil jako učitel básník, popravený nacisty 12. července 1944. Místní základní škola nese jeho jméno.
- Jiří Dohnal (1905–1984), herec, rodák z blízkého Holoubkova.
- František Vajnar (1930–2012), dirigent a šéf opery Národního divadla
- Vratislav Vajnar (1930–2023), v letech 1983-1989 poslanec Federálního shromáždění (SL), z toho v letech 1983-1988 ministrem vnitra ČSSR
- Do Strašic často jezdil herec Bohuš Záhorský
- V 70. letech 20. století si zde koupil chalupu tenorista Beno Blachut.
- Na kůru kostela sv. Vavřince působil mj. trumpetista a pedagog pražské HAMU prof. Josef Svejkovský (26. listopadu 1938 – 24. května 2009), rodák z nedalekých Tění.

## Turismus
Ve směru od Hořovic k Rokycanům prochází Strašicemi mimo hlavní silnici páteřní dálková cyklistická trasa č. 3, z níž u Strašic odbočuje přes hřeben trasa č. 2158 do Medového Újezdu a Holoubkova.
V okolí Strašic je vyznačeno velké množství pěších turistických tras, které se scházejí ve Strašicích na hlavní křižovatce. Červená, zelená a modrá vedou k severu a k západu do lesů přírodního parku Trhoň, a sice červená přes hřeben Strašické vrchoviny do Mýta, zelená přes vrchol Bábovka do Rokycan a modrá podél toku Klabavy přes mlýn Melmatěj do Dobřívi. Na severovýchod vede méně zalesněným územím zelená značka na Těně a do Hořovic. Zajímavostí je, že přes Strašice procházeli na svých cestách herci Národního divadla Eduard Vojan, který chodíval z Příbrami do Mýta, a Jindřich Mošna, jehož cesty z Prahy vedly do Dobřívi. V roce 1921 byla Vojanova cesta Příbram-Mýto vyznačena jako turistická stezka.
Podobným směrem, avšak jižnější trasou, omezeně přístupnou zónou B vojenského újezdu Brdy, vedou nově vyznačená žlutá pěší trasa a podobně i cyklotrasa č. 2252, oblast je přístupná od 7. dubna 2007 v režimu takzvaného dočasného zpřístupnění II. kategorie o sobotách, nedělích a státem uznaných svátcích vždy od 7 do 21 hodin.

### Areál zážitkové a poznávací turistiky Střední Podbrdsko
V roce 2009 zřídila obec Strašice v areálu bývalých kasáren Areál zážitkové a poznávací turistiky Střední Podbrdsko, Strašice. Nejvýznačnější součástí areálu je Muzeum Středních Brd. Muzeum je koncipováno jako regionální se specializací na historii brdského vojenského prostoru, dnes Vojenského újezdu Brdy. Muzeum se snaží především o uchování kulturního a přírodního odkazu regionu. Shromažďuje a tezauruje sbírkový fond, provádí vědecký výzkum v oblasti přírodovědné i společenskovědné, prezentuje sbírkový fond ve stálých expozicích a příležitostných výstavách, vydává sborník Brdský kraj a vytváří řadu doprovodných programů a akcí zaměřených především na výchovu dětí a mládeže. Při muzeu působí občanské sdružení Brdský muzejní spolek, které soustřeďuje především externí odborníky spolupracující s muzeem. Muzeum je editorem publikací vycházejících v „Brdské edici“, kterou vydává nakladatelství Baron, Mgr. Petr Prášil, Hostivice. Těsně spolupracuje s řadou odborných periodik, nakladatelstvím a vydavatelstvím Region All v Plzni a MILPO Media Praha, jakož i s celoplošnými médii.
Muzeum funguje ve dvou budovách a na přilehlých pozemcích. Prvním objektem je bývalá Velitelská vila z r. 1935 postavená ve stylu pozdního, „vojenského“ funkcionalismu v roce 1935. Jsou v ní umístěny následující stálé expozice: Úvod do problematiky Středních Brd, Kuchyně z 30. let 20. století, Spíž ze 30. let, Pokojík služby z 30. let, Velitelská pracovna s militáriemi z 20. – 30. let, historie vojenství v regionu v období 2. světové války, Místopis a moderní historie (konec 18. – 20. století), Archeologie (neolit – baroko), Příroda Brd, Hornictví a mineralogie v Brdech, Protiletecký kryt 2. světové války, Historie civilní a požární ochrany, Strašice a Vládní vojsko. V budově je dále umístěna výstavní síň pro příležitostné výstavy a Informační centrum s pokladnou muzea i prodej suvenýrů a literatury. Druhý objekt je celodřevěná budova bývalých vojenských ubikací mužstva z roku 1934. Jedná se o dnes již unikátní typizovanou vojenskou stavbu. Na druhém podlaží je umístěna další část stálé expozice zahrnující témata: Armádní historie Brd v letech 1945–1948, dtto 1949–1968, dtto 1969–2004, Na brdském cvičišti, Brdské zajímavosti, Les a voda ve službách člověka, Chléb, mléko a med a U nás.

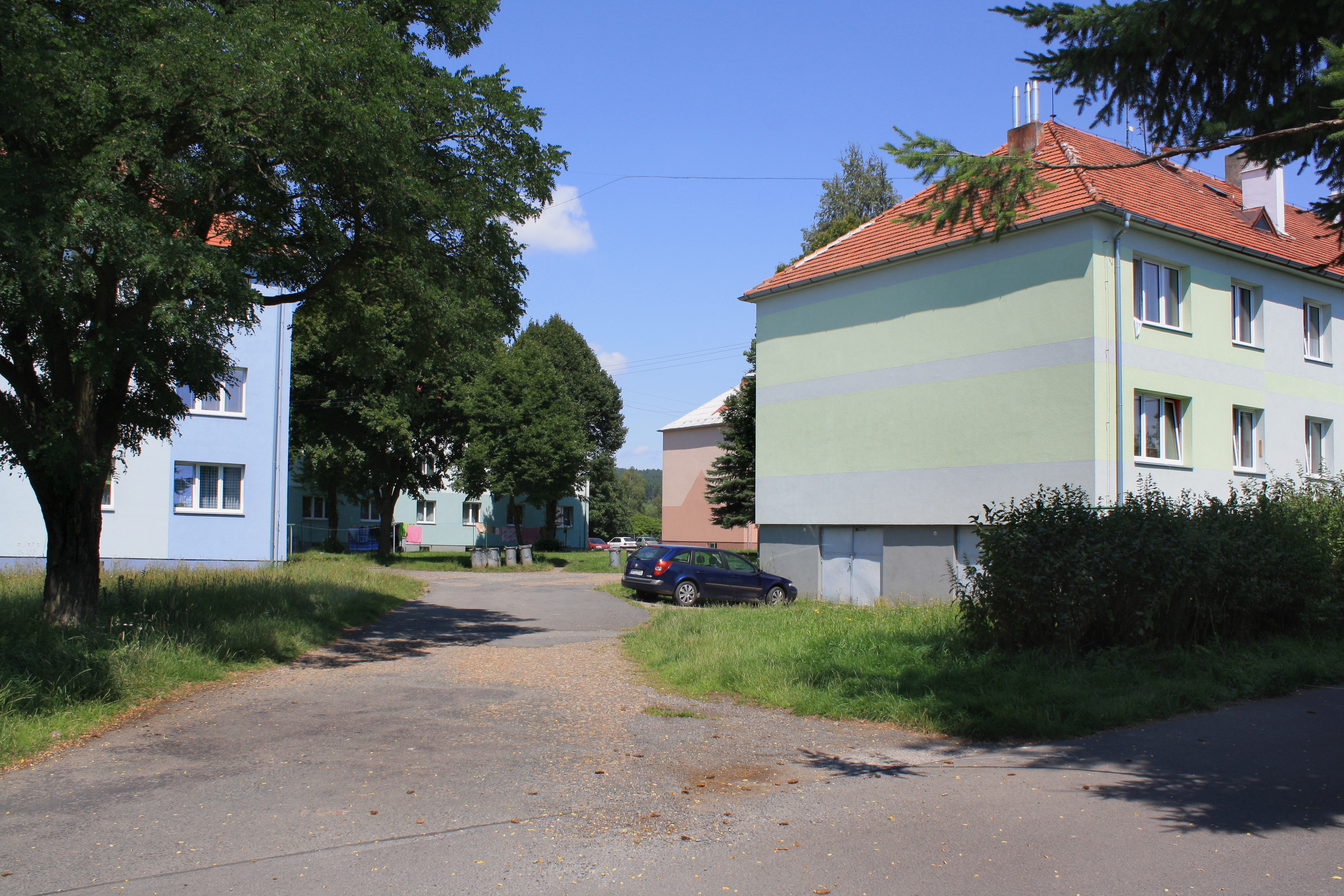
Malé sídliště u kasáren – bývalé důstojnické domy

Venkovní prostory nabízejí Geopark brdských hornin, místní Lapidarium, stálou výstavu historické vojenské a zemědělské techniky a arboretum. Současně slouží venkovní plochy jako relaxační zahrada s jezírkem a výsadbou rostlin kamenité stepi a okrasné vegetace.
Druhou část turistického areálu tvoří Turistická ubytovna spravovaná rovněž muzeem. Je umístěna na prvním podlaží bývalých ubikací mužstva. Zahrnuje celkem 7 pokojů, z toho 2 čtyřlůžkové a 5 dvoulůžkových. Prostředí ubytovny je restaurováno, jako ostatně celý objekt, do původní podoby. Zařízení je spartánsky vojenské. Ubytovaným slouží původní vestavěné skříně na výstroj a vojenský mobiliář ze 70. let 20. století. K noclehu se vydávají originální vojenské spacáky a „kopřivové“ deky. Pokoje jsou označeny názvy brdských vsí a lokalit zaniklých demolicí armádou v r. 1952 (Hrachoviště, Kolvín, Padrť, Tří trubky, Záběhlá – Přední i Zadní). K disposici jsou společné toalety a umývárny se sprchami.
Muzeum i celý areál vč. ubytovny je otevřeno celoročně. Vybudování areálu bylo financováno z prostředků Evropské unie (program ROP II NUTS – Jihozápad) za přispění Plzeňského kraje a Obce Strašice.

### Muzeum dopravy

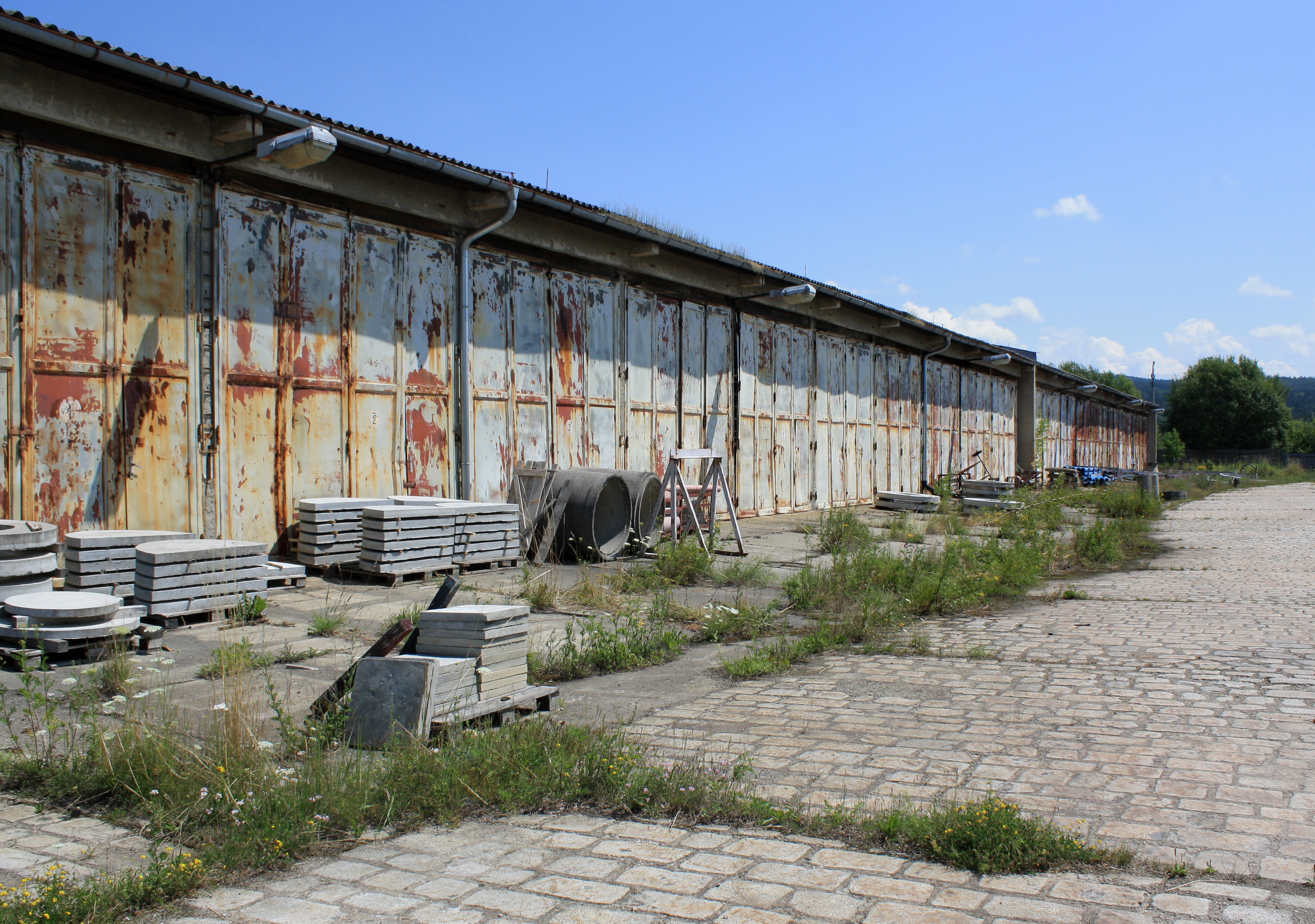
Garáže v bývalých kasárnách

V bývalých kasárnách je dále umístěno Muzeum dopravy provozované občanským sdružením Škoda bus klub Plzeň. Jeho stálá expozice v bývalém tankovém hangáru předvádí především historické prostředky městské hromadné dopravy – autobusy, trolejbusy a tramvaje.

### Prezentace Armády České republiky a klubů vojenské historie
V obci Strašice sídlil vojenský útvar (mechanizované vojsko, VÚ 5049). Po zrušení povinné základní vojenské služby v roce 2003, byl útvar v roce 2004 zrušen a posádka přemístěna do několika dalších, modernizovaných profesionálních útvarů. Od roku 1990 se v areálu tankodromu každoročně koná akce Bahna, která začala jako komorní setkání příznivců historické vojenské techniky. Postupně se proměnila do masové podoby jako Den pozemního vojska AČR.

## Hospodářství
Koncem května 2010 byla v bývalých kasárnách dokončena stavba obřího solárního parku. Dalším investorem v areálu kasáren je plzeňská firma D+P Rekont Plzeň, který vybudovala recyklační linku na elektroodpad.

## Doprava

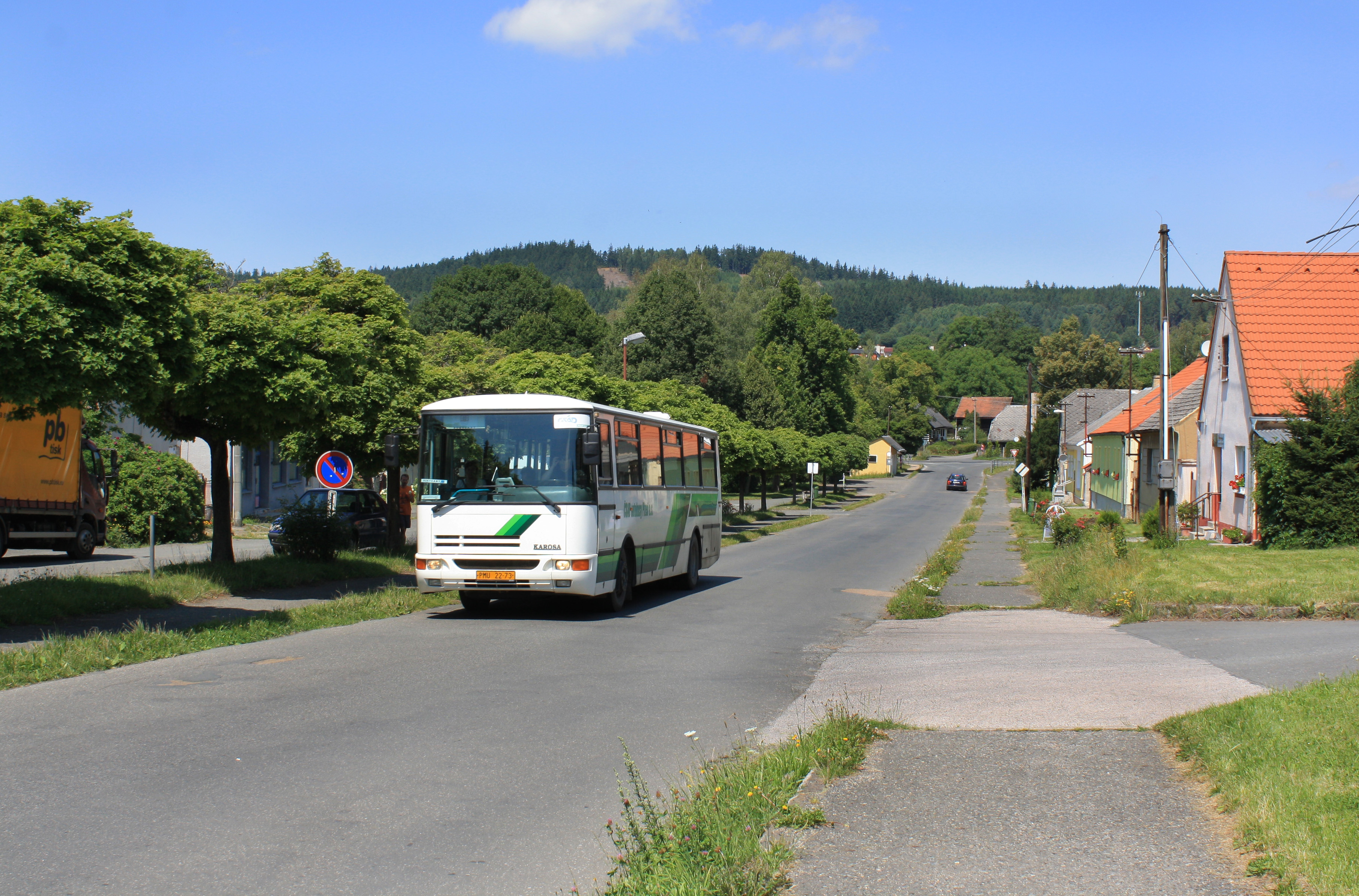
Autobus ČSAD Plzeň na návsi

Strašice se nacházejí při pomezí Středočeského a Plzeňského kraje. Severní částí vsi prochází silnice II/117, která propojuje Hořovice a Spálené Poříčí, menší silničky u Strašic odbočují na Těně a Medový Újezd. Silnice II/117 prochází v blízkosti kostela a zaniklého hradu], pro obsluhu hlavní jižní části Strašic je však nutno z hlavní silnice odbočit na místní komunikaci, která trasu prodlouží kolem obecního úřadu a koupaliště na Klabavě. Po této objížďce projíždějí ves i všechny místní autobusové linky.
Zajíždějí sem jak linky ČSAD autobusy Plzeň, které obec spojují například s Plzní a Rokycany, tak linky Středočeské integrované dopravy dopravce PROBO BUS do Hořovic, Plzně i Prahy. Ve Strašicích jsou zastávky 6 různých názvů, ve směru od Hořovic k Mirošovu v pořadí: Dvůr, U Libuše, ObÚ, Huť, Mikulíkův mlýn a Melmatěj (katastrálně patří Melmatěj již k Dobřívi, ale název zastávky jej přisuzuje ještě ke Strašicím).
Od 13. prosince 2020, je obec zaintegrována v systému PID a jezdí zde linka 645 (Strašice – Hořovice) a 646 (Rokycany – Hořovice)
Železnice do Strašic nevede, na sever přes lesnatý hřeben je to však asi 6 kilometrů na Trať 170 do Mýta, asi 8 kilometrů na jihozápad se dá dostat ke stanicím trati 175 Mirošov nebo Hrádek u Rokycan.

## Strašidelný dům
V říjnu 2009 pronikly Strašice do celostátních médií a s staly se cílem pozornosti techniků, fyziků, šamanů i šarlatánů poté, co se v rodinném domku odehrávaly zhruba od počátku října několik týdnů záhadné jevy jako samovolné hoření zásuvek, praskání skel a žárovek a podobně. Mluvčí ČEZ na konci října prohlásil, že jde o vysokofrekvenční jevy, které nejsou popsány v žádné odborné literatuře, a že svědky jevů byli i dva technici ČEZ. Člen klubu skeptiků Sisyfos a bývalý ředitel Fyzikálního ústavu ČSAV Luděk Pekárek naproti tomu tvrdil, že vysvětlovat dění v domě působením nějaké nahromaděné energie nebo dokonce nadpřirozenými silami je nesmysl a příčiny je třeba hledat v lidech a ne v nějakých vnějších silách a elektromagnetických polích. Místostarosta František Nerad uvedl, že si nemyslí, že by rodina z domku měla zapotřebí na sebe strhávat pozornost.
Studie Ing. Cimbolinece pro firmu ČEZ Distribuce určila jako příčinu daných jevů rekonstrukci železniční tratě a nádraží v Rokycanech. Koleje byly spojeny s lokomotivami a s kolejemi, jak se ukázalo, bylo spojeno v Rokycanech, i když nezáměrně, staré kovové potrubí s asfaltovou izolací. Na elektrifikované železniční trati vznikající vysokofrekvenční signál se tedy šířil do vzdálenějších míst díky kovové trubce v zemi (kam se dostal galvanickou vazbou), která je dobrý vodič. Po odkrytí zeminy před domkem se vysokofrekvenční energie (dosud pohlcovaná zeminou) dostala až na základový zemnič, který je pod celým domem a sloužil za jakousi anténu, zachycující vysokofrekvenční energii z potrubí. Skutečně také po tom, co bylo potrubí zahrnuto, ustaly výboje v zásuvkách a už jenom vyskakovaly jističe. Jističe vypadávaly později i v Hořovicích s tím, jak pokračovaly práce na trati. Příčina tohoto jevu nebyla 8. července 2010 vysvětlena.

## Další fotografie

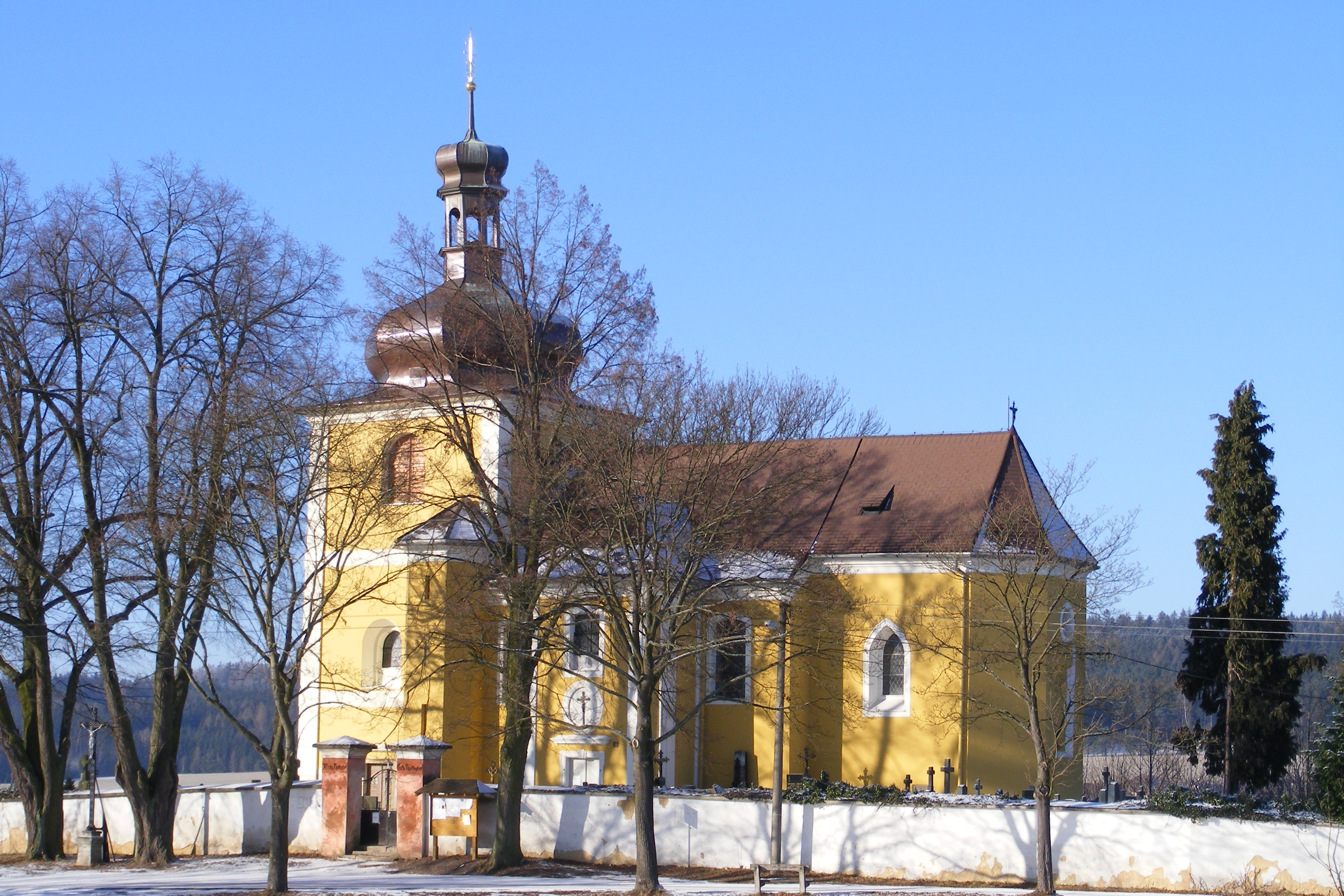
Kostel sv. Vavřince
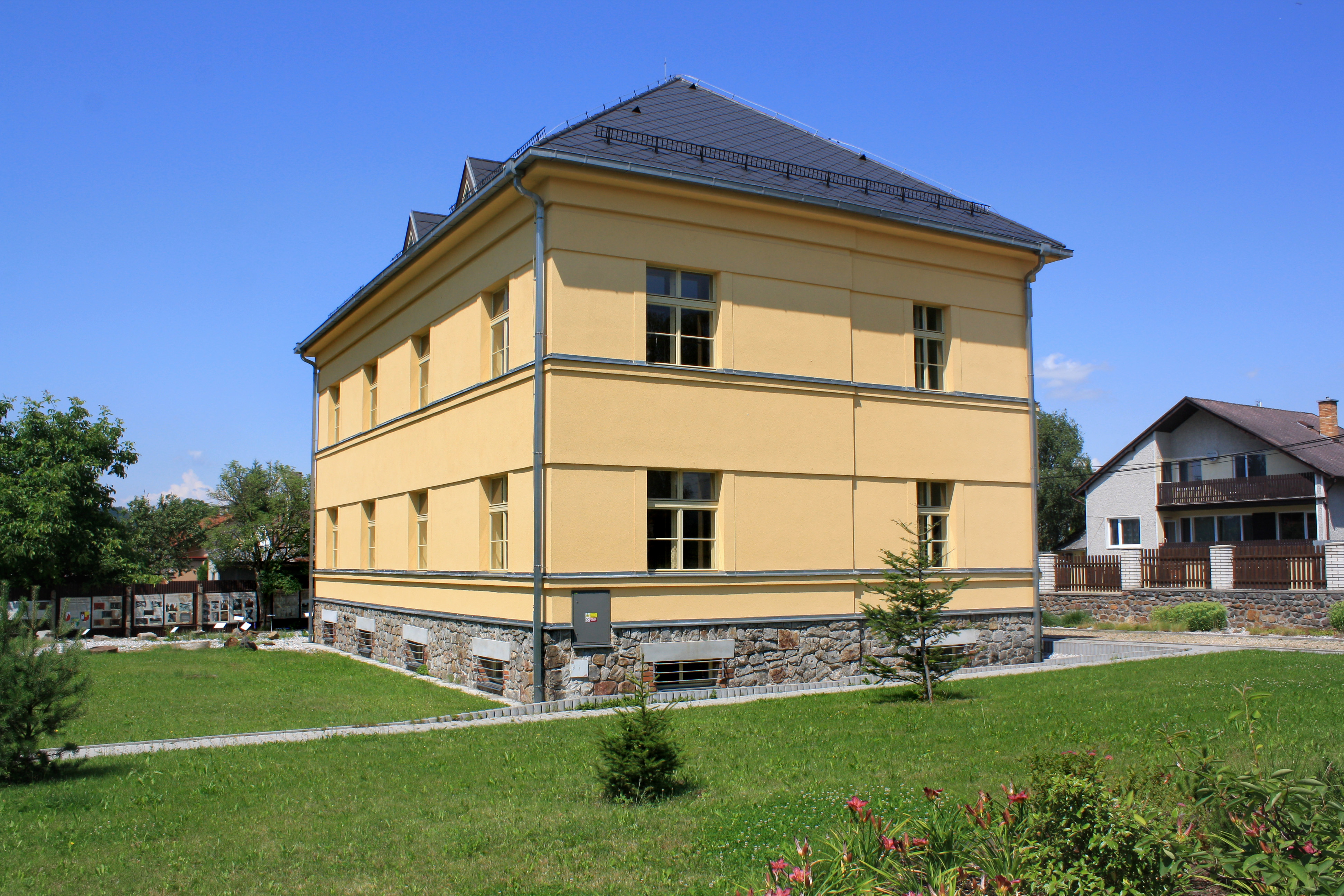
Muzeum středních Brd
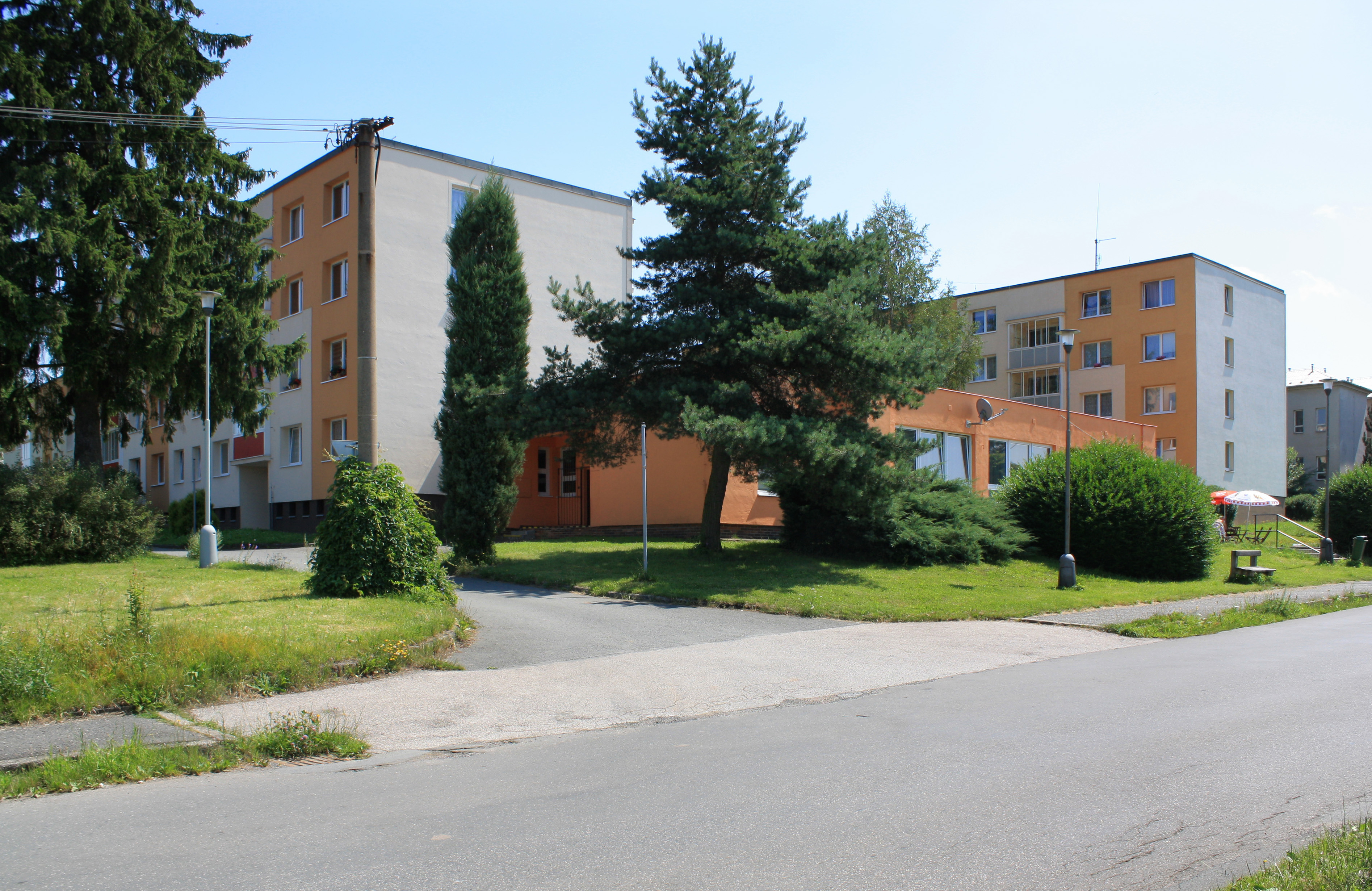
Panelové sídliště na návsi
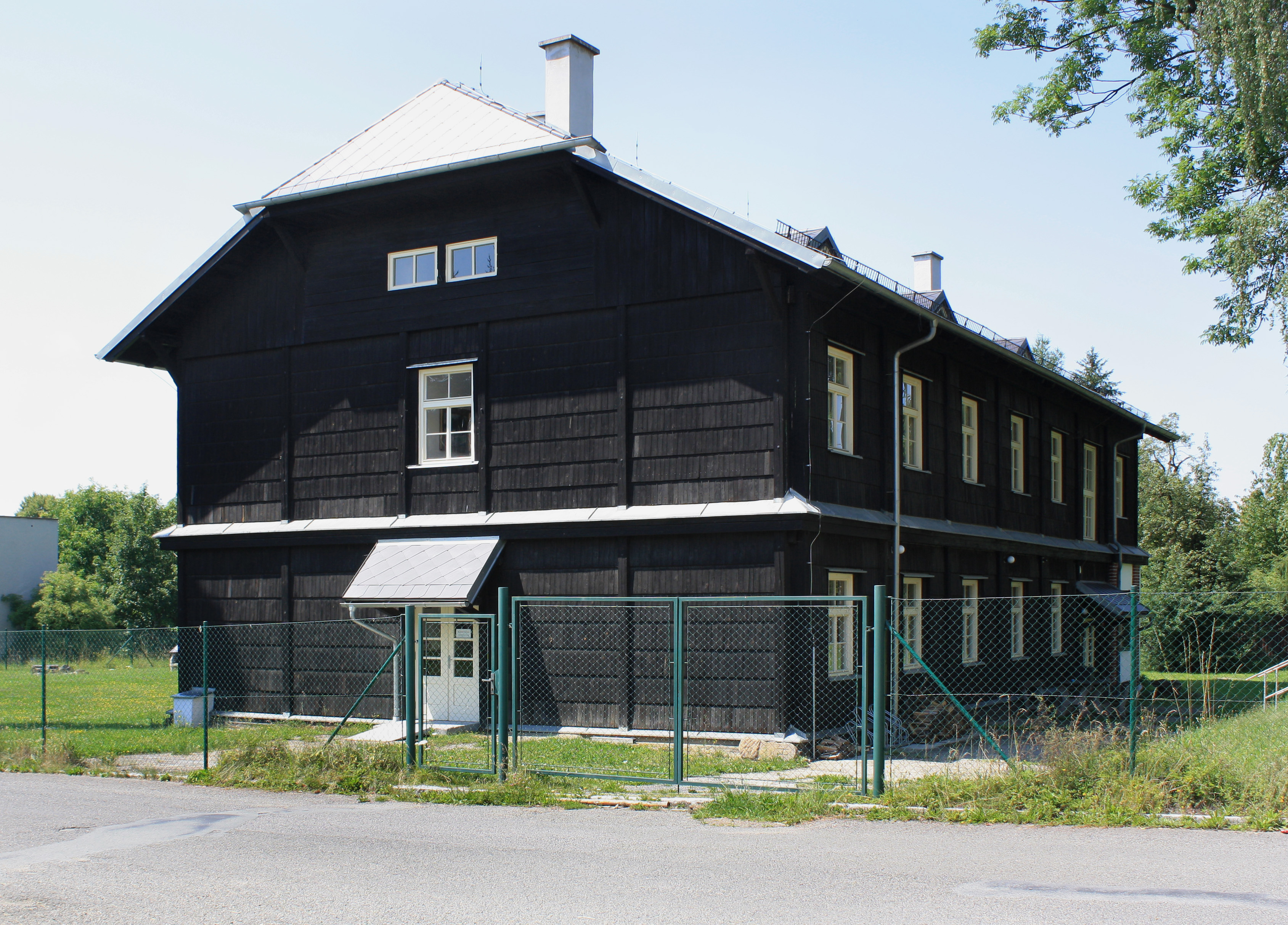
Bývalá kasárna
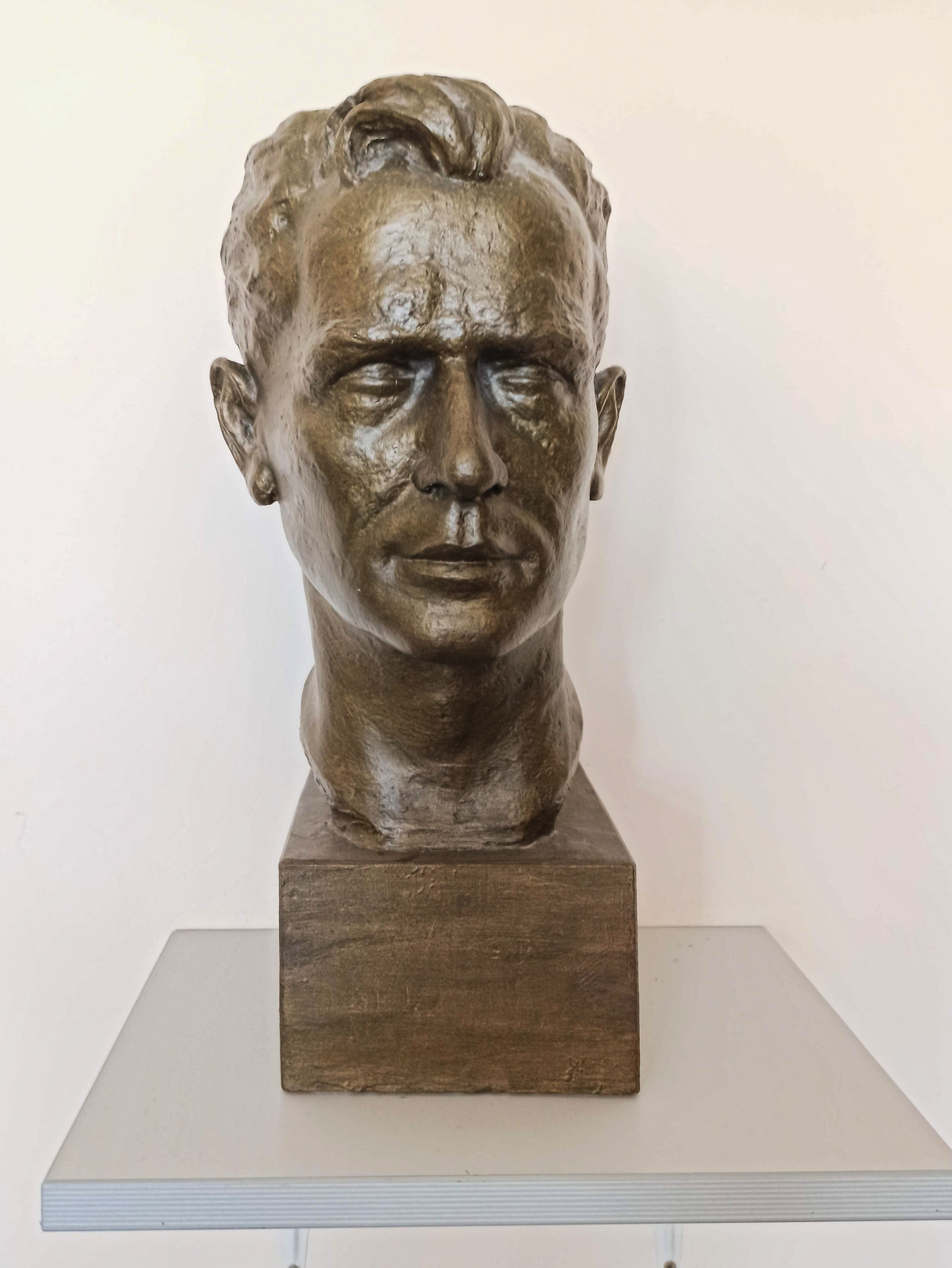
Busta Karla Vokáče ve vestibulu školy
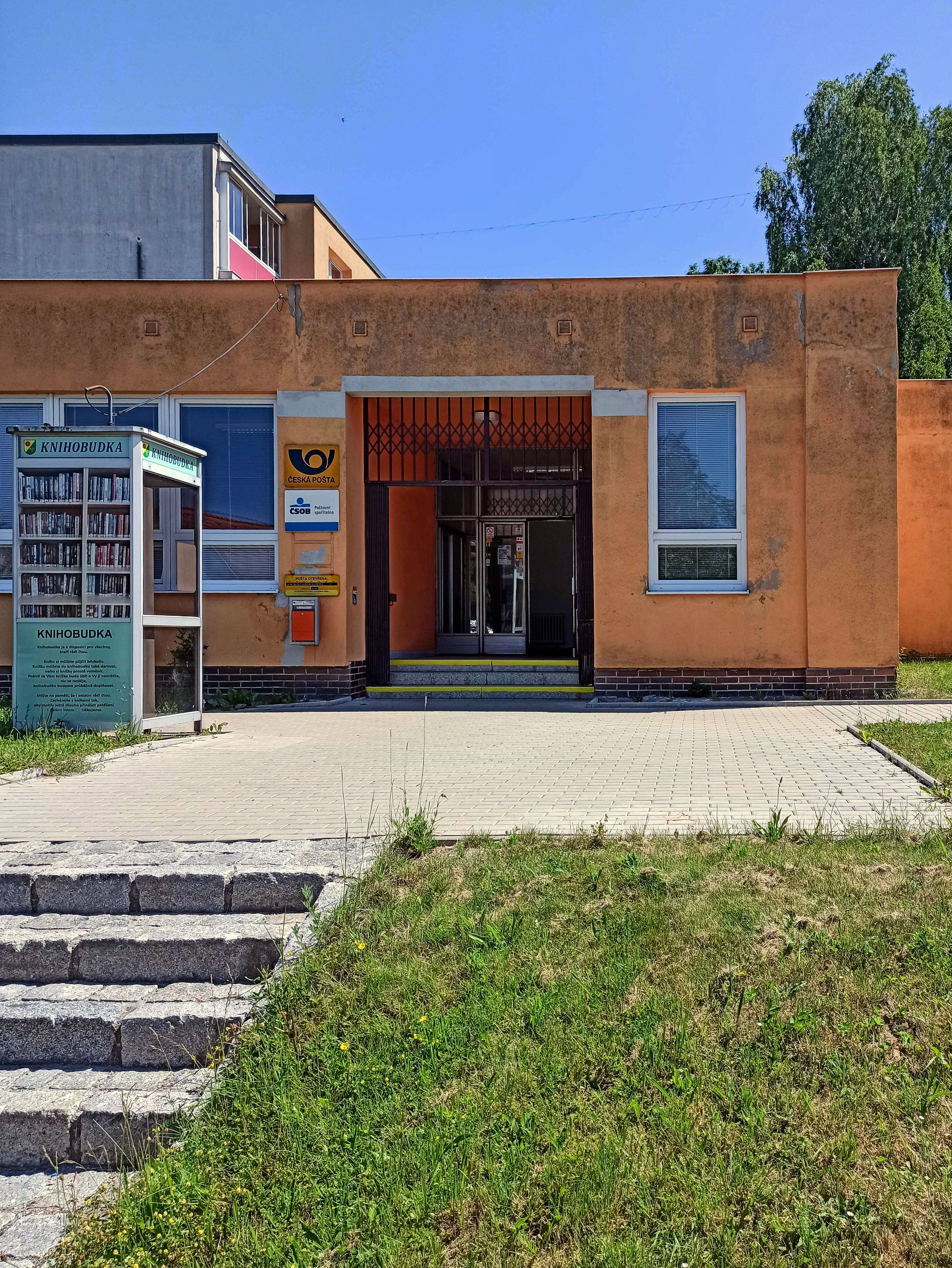
Pošta Strašice
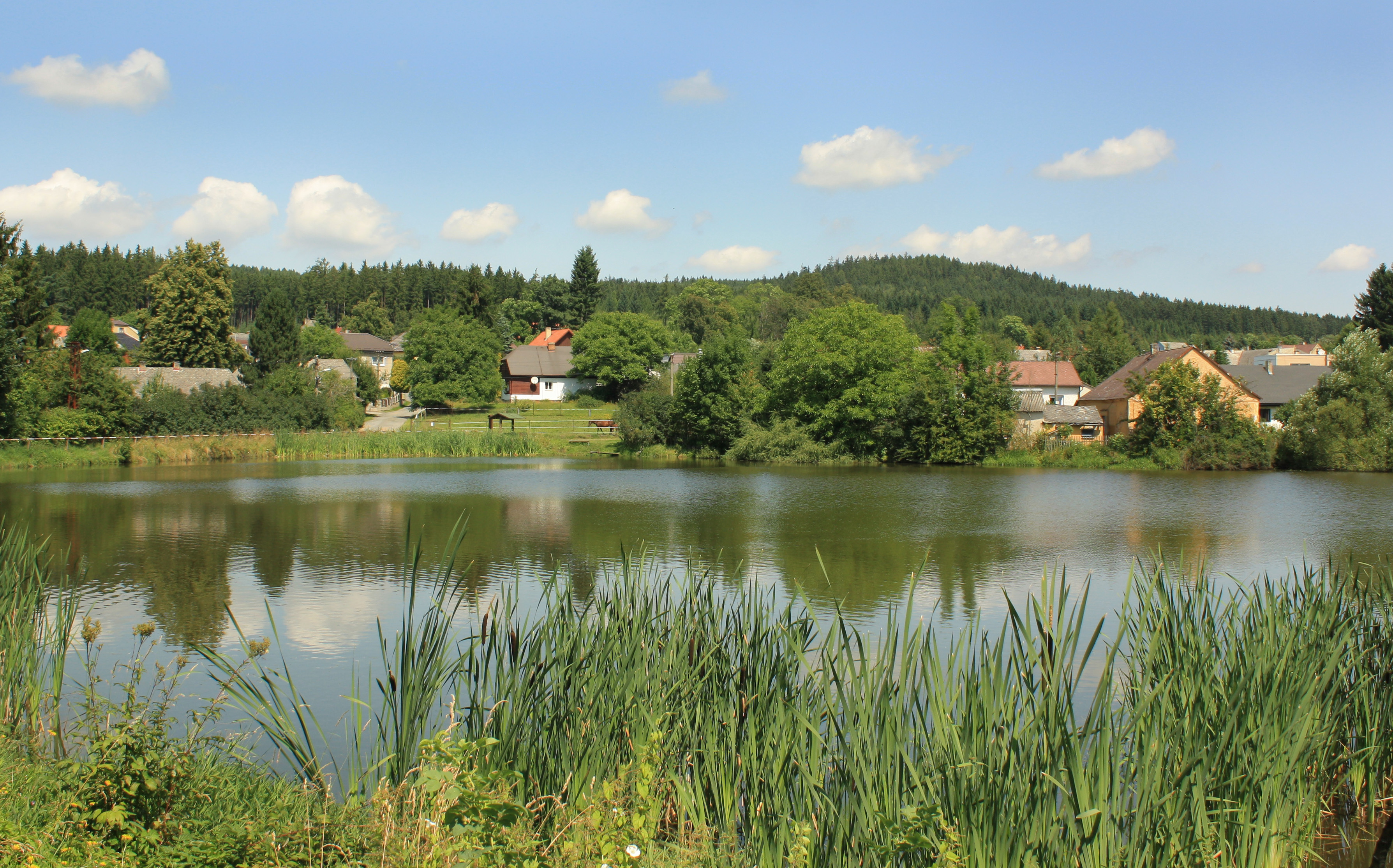
Dvorský rybník
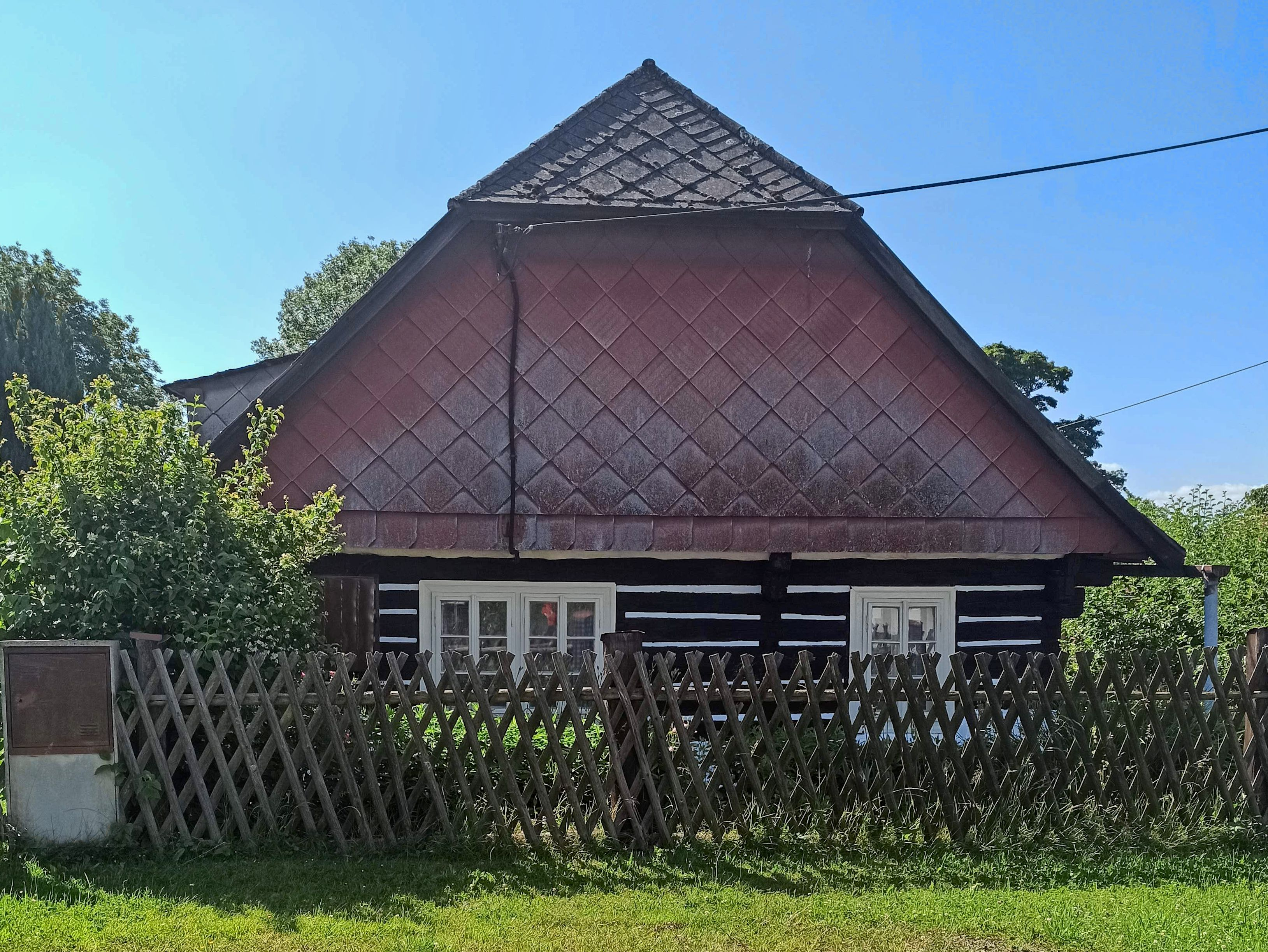
Památkově chráněná roubenka